# Alexandre de Villadei
Alexandre de Villadei (o Alexandre de Villedieu, Alexander de Villa Dei, Alexandre de Dol o Alexander Dolensis) (Villedieu-les-Poêles, Normandia, 1160-1170? - ?, 1240-1250?), fou un escriptor, pedagog, gramàtic i matemàtic normand.
Sembla que era de l'orde dels franciscans. Estudià, de jove, a París. Ensenyà a Dol-de-Bretagne. Fou canonge a Avranches a la Normandia.
És l'autor del Doctrinal o Doctrinale puerorum, un tractat gramatical llatí en vers que tingué una gran difusió i repercussió, durant total la Baixa edat mitjana fins al Renaixement, en les universitat i centres educatius d'arreu d'Europa. Aquest tractat,completat vers el 1209, era format per 2645 versos hexàmetres i desplaçà a textos gramaticals fins llavors molt emprats com l'Ars Minor de Donato (s. IV) o les Institutiones grammaticae de Prisciano (s.VI). Fou objecte de adaptacions i revisions que afavoriren el seu ús durant gairebé tres segles.
Fou durament criticat per l'Humanisme. que veié en el tractat d'Alexandre de Villadei el més significat exemple dels pitjors plantejaments didàctics de l'ensenyament escolàstic.
Fou l'autor igualment, entre altres obres, d'un tractat d'aritmètica, també en vers, denominat Carmen de algorismo, que assolí igualment una gran difusió.

## Obres
- De sphæra
- De arte numerandi
- Carmen de Algorismo
- Doctrinale puerorum